# Parti socialiste français (1902)

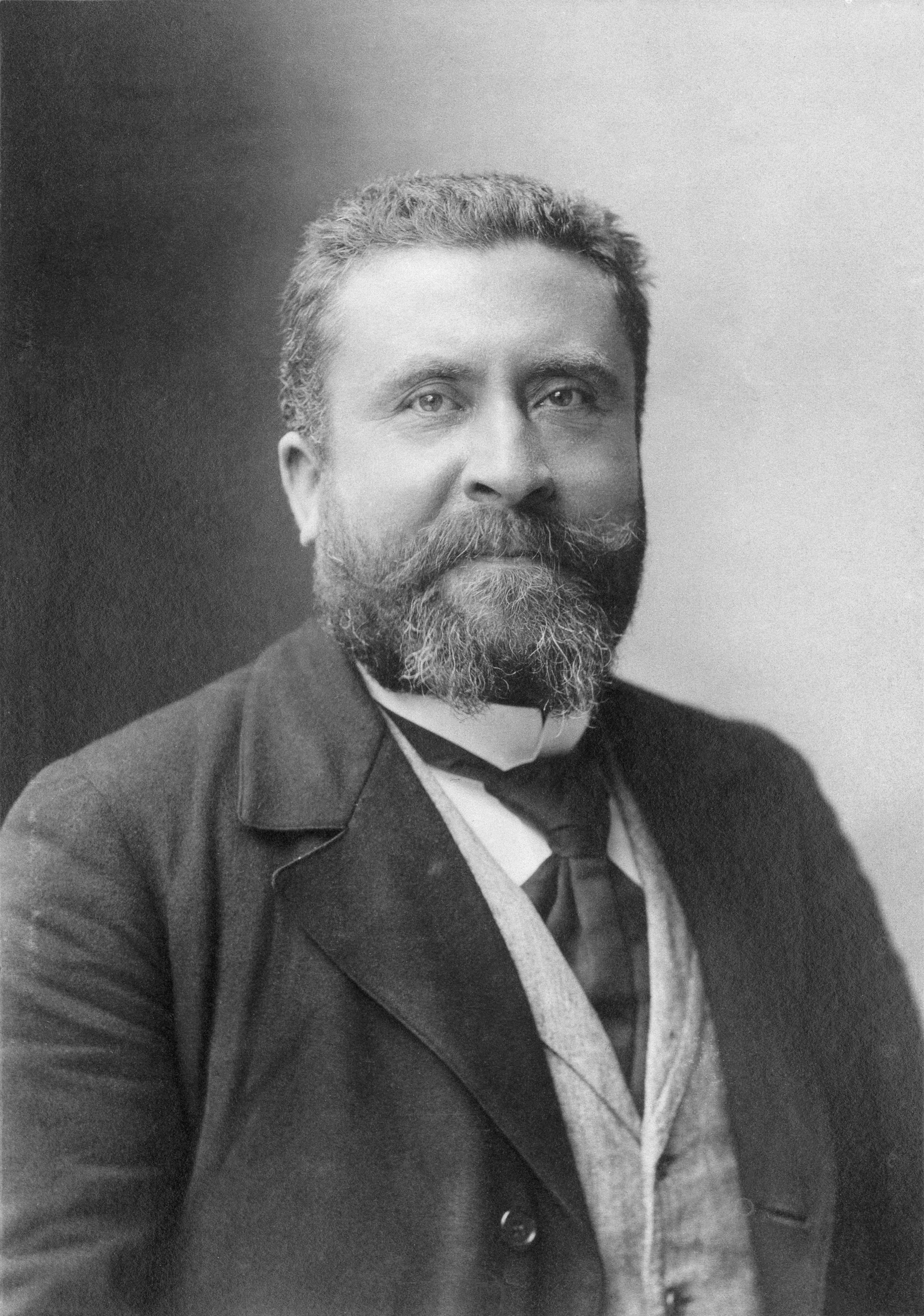
Jean Jaurès, 1904, Foto Nadar

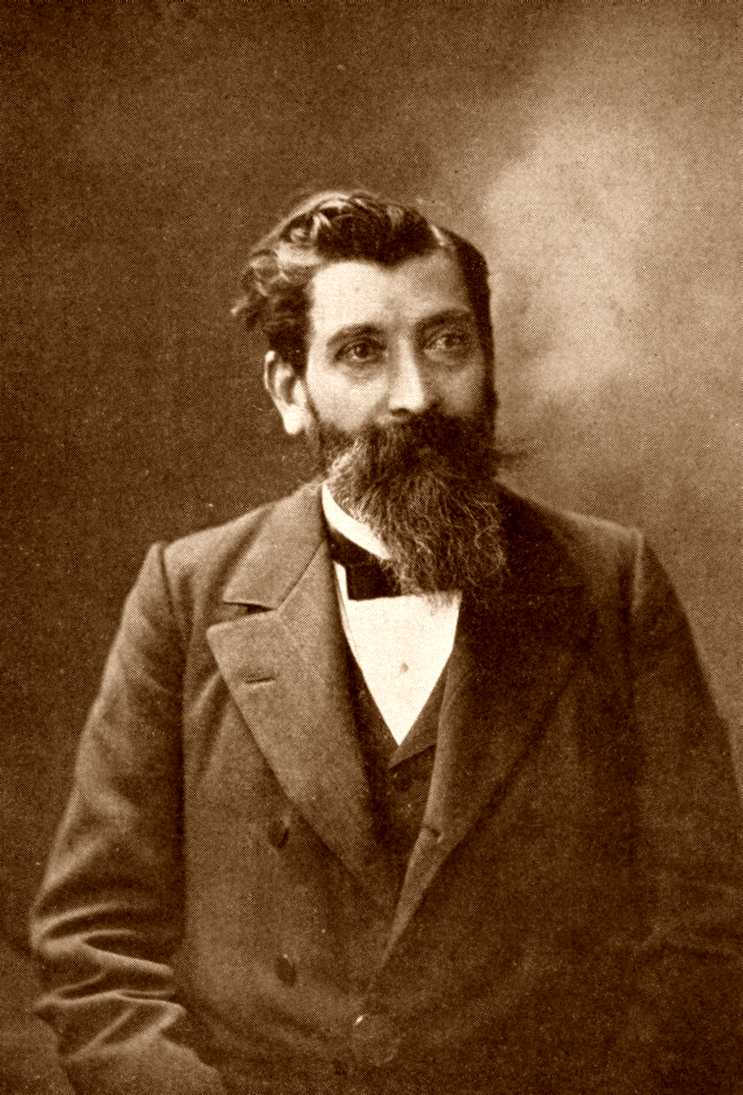
Paul Brousse

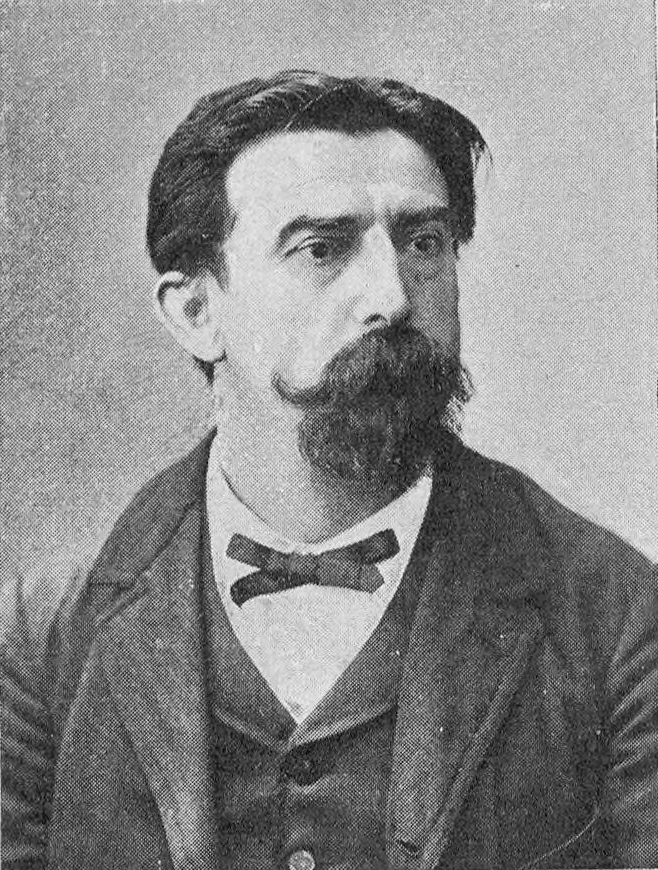
Jean Allemane

Die Parti socialiste français (Sozialistische Partei Frankreichs, PSF) war eine sozialistische politische Partei in Frankreich, die in der Dritten Französischen Republik von 1902 bis 1905 und von 1907 bis 1911 aktiv war. Sie war die erste französische Partei ihres Namens.

## Geschichte
Die Parti socialiste français wurde 1902 in Tours durch den Zusammenschluss der Socialistes indépendants, darunter Jean Jaurès, der Fédération des travailleurs socialistes de France (FTSF) von Paul Brousse und der Parti ouvrier socialiste révolutionnaire (POSR) von Jean Allemane gegründet.
Unter der Führung von Jean Jaurès vertrat die Partei einen eher reformistischen Sozialismus. Sie war ein Schritt auf dem Weg zur Wiedervereinigung der französischen Sozialisten, der 1905 zur Gründung der Section française de l’Internationale ouvrière (SFIO) führte, in der sich die revolutionäre Parti socialiste de France und die Parti socialiste français zusammenschlossen. Einige Sozialisten wie Alexandre Zévaès weigerten sich jedoch, der neuen Partei beizutreten oder verließen sie bald wieder. Diese Socialistes indépendants und Dissidenten der SFIO gründeten am 31. März 1907 die Parti socialiste français neu. Ihr gehörten anfangs 26 Parlamentarier wie Zévaès oder Maurice Viollette an, die in der Fraktion der Parlamentarischen Sozialisten saßen. Aus der Parti socialiste français ging später die 1911 gegründete Parti républicain-socialiste hervor.
Zu ihren bekanntesten Vertretern gehörte Alexandre Millerand, der für die Partei als Handelsminister im Kabinett Waldeck-Rousseau saß.